# Pseudorectes
Pseudorectes es un género de aves paseriformes perteneciente a la familia Pachycephalidae. Sus dos miembros son endémicos de Nueva Guinea.

## Especies
En la actualidad el género contiene dos especies:
- Pseudorectes incertus - pitohuí ventriblanco;
- Pseudorectes ferrugineus - pitohuí herrumbroso.

Anteriormente se clasificaba como especie del género la subespecie cinnamomea del silbador oropéndola (como Pseudorectes cinnamomeum)